# Rusalka
Rusálke so bile v slovanski mitologiji vodne vile, ki so imele bledo kožo, ki je bila lepa kot mesečina. Če je dekle utonilo, je postalo rusalka. Bile so zelo lepe z dolgimi lasmi in lahnimi prosojnimi oblekami iz megle. Pele so čudovite pesmi in tako so s svojim glasom in lepoto začarale mimoidoče. Vendar pa Rusalke niso živele le v vodi. Prvi teden v poletju so se po vejah obvodnih dreves povzpele na kopno in cel teden preživele v gozdu. Pele in plesale so na jasah. Kamor je stopila rusalkina noga, je bila trava gostejša. Toda njihovo obnašanje je lahko tudi škodovalo. Medtem ko so se igrale v vodi, so kaj lahko splezale na mlinsko kolo in ga ustavile in s tem polomile mlinske kamne, uničevale so jarke in mreže ribičev. Lahko so poslale neurja in močna deževja nad polja, pa kradle spavajočim ženskam platno in sukanec. Na srečo je obstajala zanesljiva metoda za odganjanje zlobe rusalk: nekdo je moral v roki držati samo list abscinta (»prekletega zelišča«).
Tematika rusalk je pogosto v uporabi tudi v literarnih ali glasbenih delih. V tem smislu je najbolj znana opera Antonina Dvořaka z naslovom Rusalka.